# شیجنوبا ناگاموری
شیجنوبا ناگاموری (انگلیسی: Shigenobu Nagamori؛ زادهٔ ۲۸ اوت ۱۹۴۴) کارآفرین و سرمایه‌دار اهل ژاپن است، که بنیانگذار و مدیرعامل شرکت نایدک می‌باشد.